# 提帕薩
提帕薩（阿拉伯语：‎）是北非國家阿爾及利亞北部的城鎮，也是提帕薩省的首府，位於地中海海岸，距離阿爾及爾68公里，建城於1857年，在1982年被聯合國教科文組織列入世界遺產，2007年人口8049。

## 外部連結
- Tipasa Museum